# Орографическая облачность
Орографическая облачность — явление, связанное с преодолением воздушными массами возвышенностей горного рельефа, в результате которого образуются различные формы чечевицеобразных облаков, а также параллельные гряды облаков.

## Описание процесса
При пересечении воздушным потоком горного хребта с наветренной стороны формируются волны. В восходящих потоках образуются гряды облаков, а безоблачные промежутки формируются нисходящими потоками.